# Allan Johansen

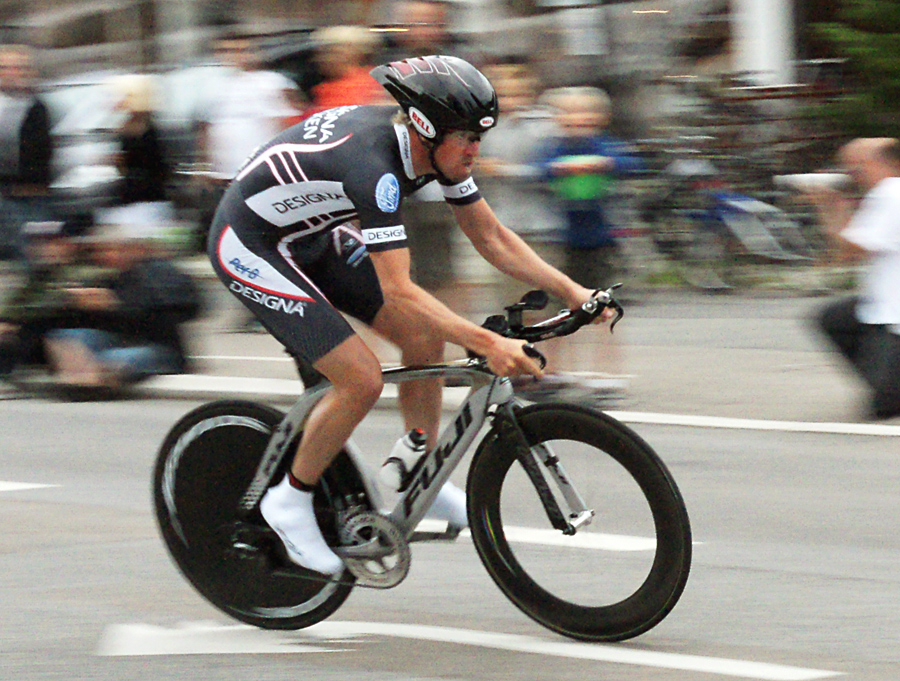
Allan Johansen (Dänemark-Rundfahrt 2009)

Allan Johansen (* 14. Juli 1971) ist ein dänischer Radrennfahrer.
Johansen wurde 1998 Profi beim Team Chicky World und gewann für dieses Team im Folgejahr den BKI Grand Prix, Rund um Düren sowie Etappen bei der Sachsen-Tour und der Hessen-Rundfahrt. Im Jahr 2000 nahm er für das Team Memorycard-Jack&Jones zum einzigen Mal in seiner Karriere an der Tour de France teil.
In den Jahren 2005–2008 war er Mitglied des dänischen ProTeams CSC. In diese Zeit fiel mit dem Gewinn der dänischen Straßenmeisterschaft 2006 sein größter Erfolg. Im August 2008 beendete er seine internationale Karriere beim Team Designa Køkken.

## Erfolge
1999
- BKI2 Grand Prix
- Rund um Düren

2002
- Paris–Bourges

2004
- GP Jef Scherens
- Hel van Het Mergelland

2006
- GP Herning
- Dänischer Meister – Straßenrennen

2008
- Grand Prix Copenhagen Classic

2009
- eine Etappe Rhône-Alpes Isère Tour
- eine Etappe Ronde de l’Oise

## Teams
- 1998–1999 Team Chicky World
- 2000 Memorycard-Jack & Jones
- 2001–2003 Team Fakta
- 2004 Bankgiroloterij
- 2005–2008 Team CSC
- 2008 Team Designa Køkken (ab 1. Mai)
- 2009 Team Designa Køkken (bis 2. August)